# Broad Sound
Broad Sound är ett sund i Australien. Det ligger i delstaten Queensland, omkring 680 kilometer nordväst om delstatshuvudstaden Brisbane.
Genomsnittlig årsnederbörd är 1 003 millimeter. Den regnigaste månaden är mars, med i genomsnitt 207 mm nederbörd, och den torraste är augusti, med 19 mm nederbörd.